# Rubus bambusarum
Rubus bambusarum är en rosväxtart som beskrevs av Wilhelm Olbers Focke. Rubus bambusarum ingår i släktet rubusar, och familjen rosväxter. Inga underarter finns listade i Catalogue of Life.